# Museo Ashmolean
El Museo Ashmolean (Ashmolean Museum of Art and Archaeology) está situado en Beaumont Street, Oxford, Inglaterra, y es el primer museo universitario de cuya creación se tiene noticia. Su primer edificio fue construido entre 1678 y 1683 para albergar la colección o gabinete de curiosidades de Elias Ashmole, que este donó a la Universidad de Oxford en 1677.

## Historia de la colección

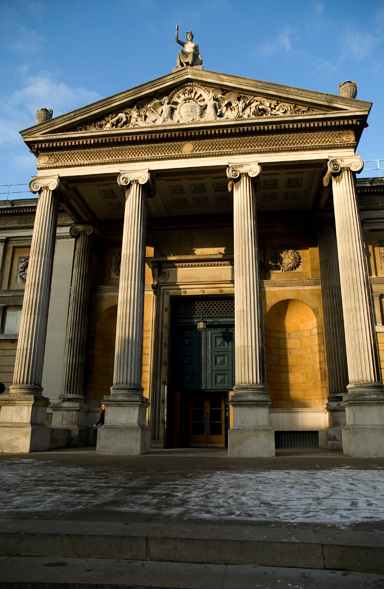
Pórtico de entrada del Ashmolean Museum.

La colección incluye los objetos que Elias Ashmole había reunido, así como los que había adquirido de viajeros y coleccionistas tales como John Tradescant y su hijo del mismo nombre. La colección recopilaba monedas antiguas, libros, grabados, especímenes geológicos y zoológicos (uno de ellos era el cuerpo disecado del último dodo visto en Europa, pero en 1755 estaba ya muy deteriorado, a excepción de su cabeza y una garra). 
El museo abrió el 6 de junio de 1683, con el naturalista Robert Plot como primer director. Posteriormente, diversos especímenes han sido trasladados a nuevos museos, y el "Old Ashmolean" de Broad Street fue utilizado como oficina para redactar el Oxford English Dictionary. Desde 1935, el edificio se ha establecido como Museo de Historia de la Ciencia, con exposiciones de los instrumentos científicos de la Universidad de Oxford, de Lewis Evans (1853-1930), entre ellos la colección más grande del mundo de astrolabios.
El edificio actual data de 1845. Fue diseñado por Charles Cockerell en un estilo clásico y está en Beaumont Street. Un ala del edificio está ocupada por la Institución Taylor, la facultad de lenguas modernas de la universidad. El museo principal contiene las colecciones originales de Elias Ashmole y John Tradescant (padre e hijo), así como amplias colecciones de arqueología y bellas muestras de arte. Cuenta con una de las mejores colecciones de pinturas Prerrafaelitas, piezas de cerámica mayólica y plata inglesa. El departamento de arqueología incluye el legado de Arthur Evans y también posee una excelente colección de cerámica griega y minoica. El departamento tiene una extensa colección de objetos del Antiguo Egipto y Sudán; el museo también alberga el Instituto Griffith, para el estudio de egiptología.

## La colección

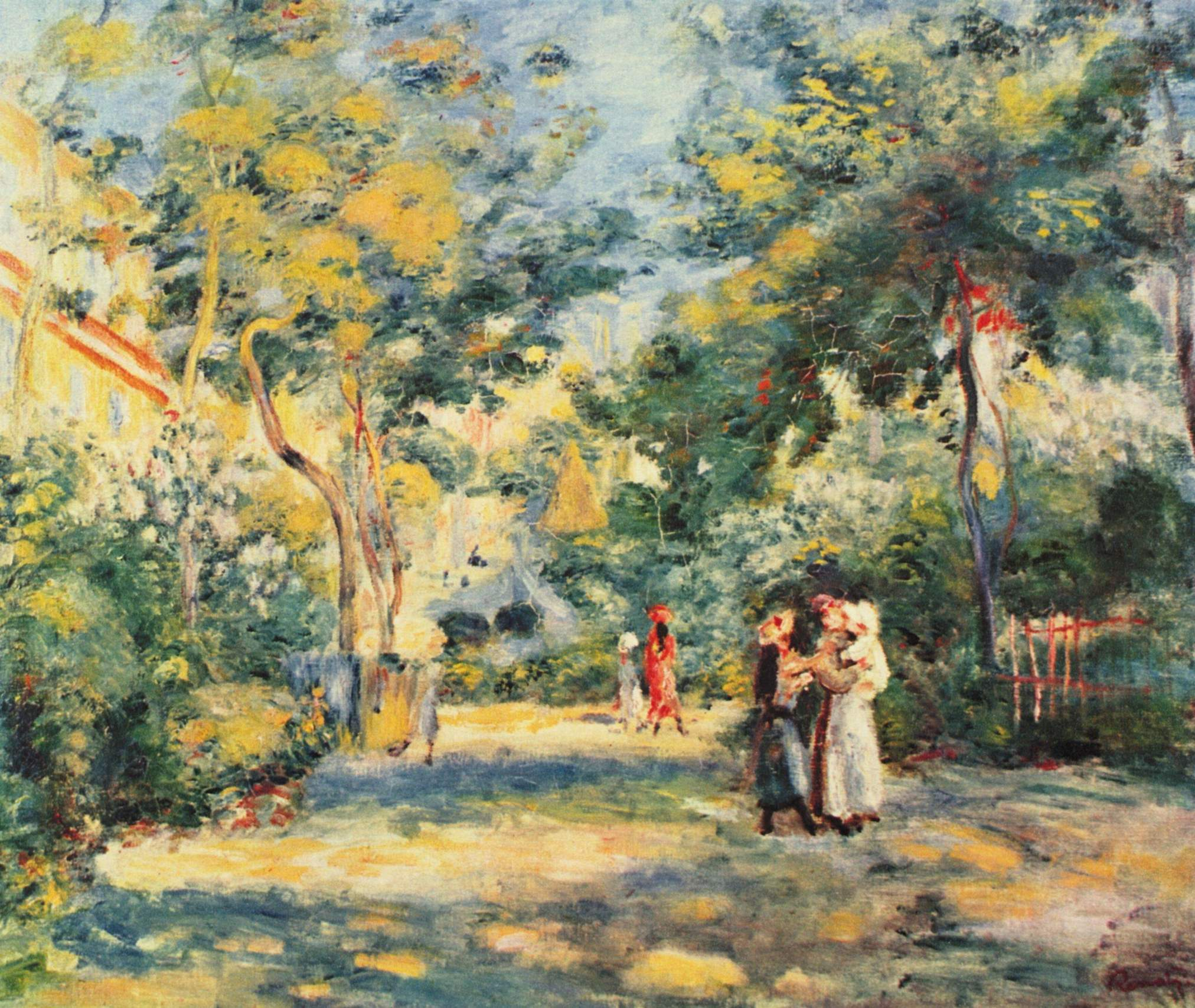
Óleo de Pierre-Auguste Renoir.

Lo más destacado de la colección es:
- Diversas estatuas y objetos del Antiguo Egipto, datados desde la época predinástica.
- La colección minoica de Arthur Evans, la más grande fuera de Creta.
- La Crónica de Paros Parian Marble, la más antigua tabla cronológica griega.
- Pinturas de Paolo Uccello, Piero di Cosimo, Tiziano, Rembrandt, Willem Drost, John Constable, Pierre-Auguste Renoir, Édouard Manet y Pablo Picasso.
- Dibujos de Miguel Ángel, Rafael Sanzio y Leonardo da Vinci.
- Pinturas y acuarelas de Turner.
- El Mesías Stradivarius, un violín elaborado por Antonio Stradivari.

## Galería de obras destacadas

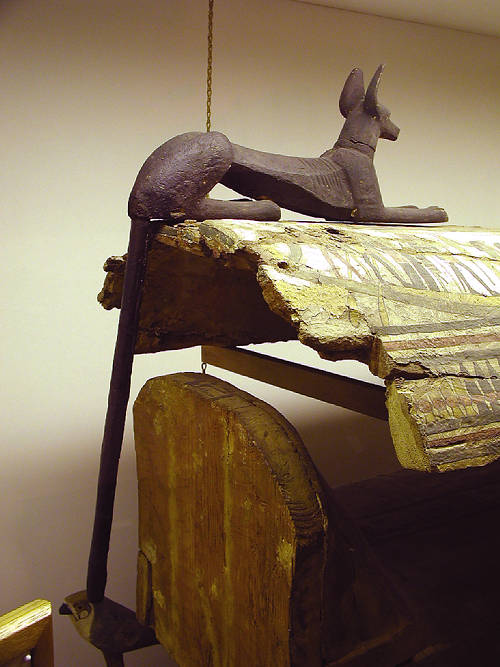
Sarcófago egipcio con estatua de Anubis
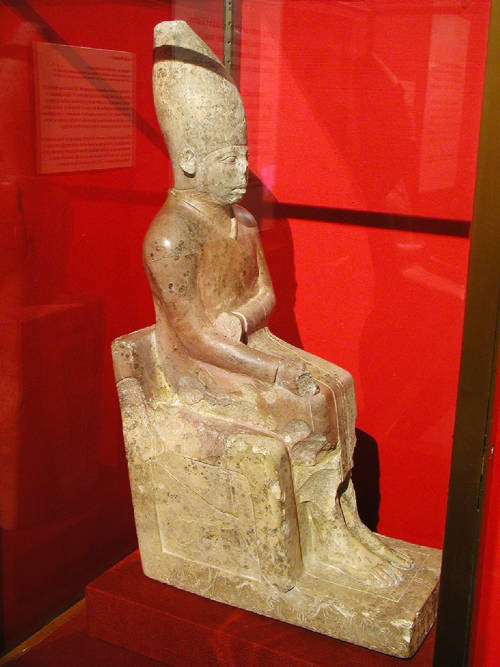
Estatua de Khasekhemwy, de la II dinastía, considerada la estatua de un personaje real más antigua de Egipto
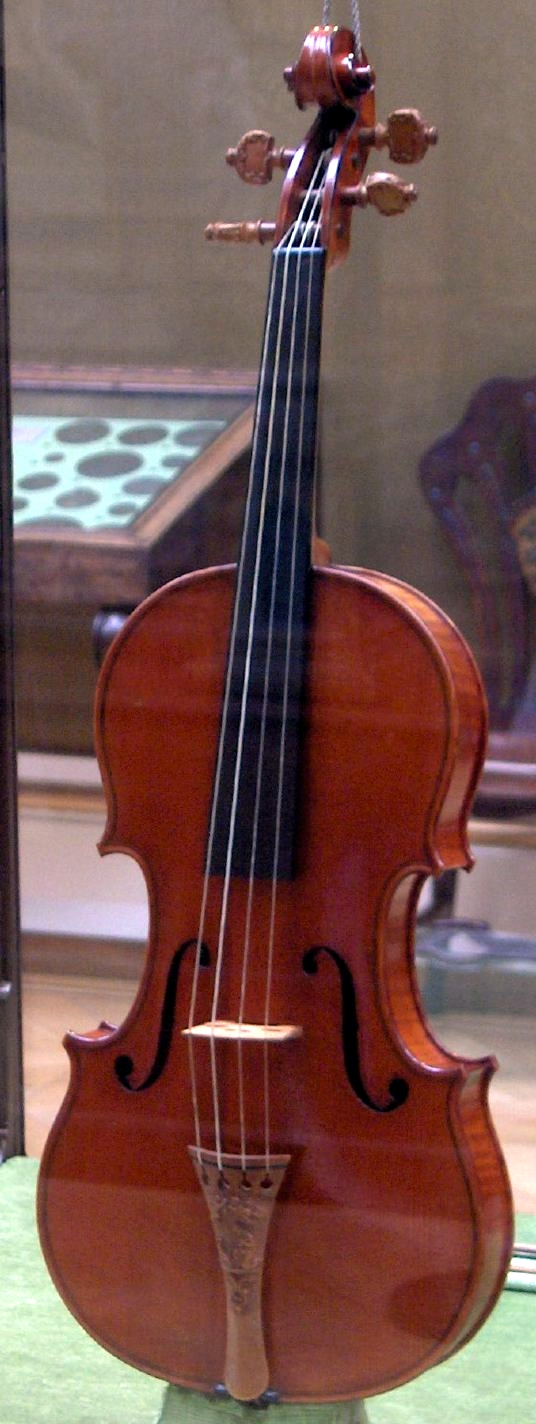
Violín Mesías de Stradivari
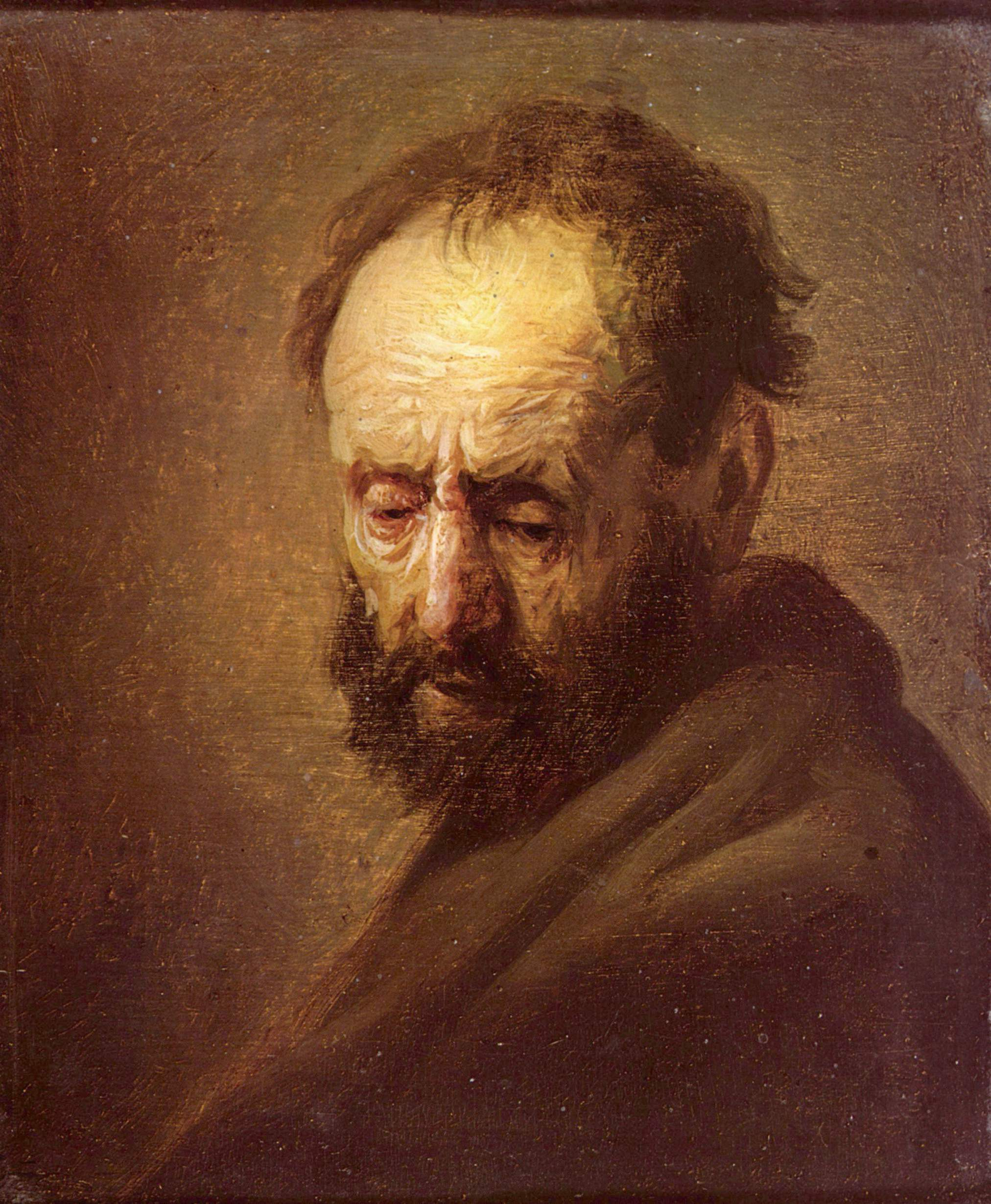
Rembrandt, Cabeza de hombre
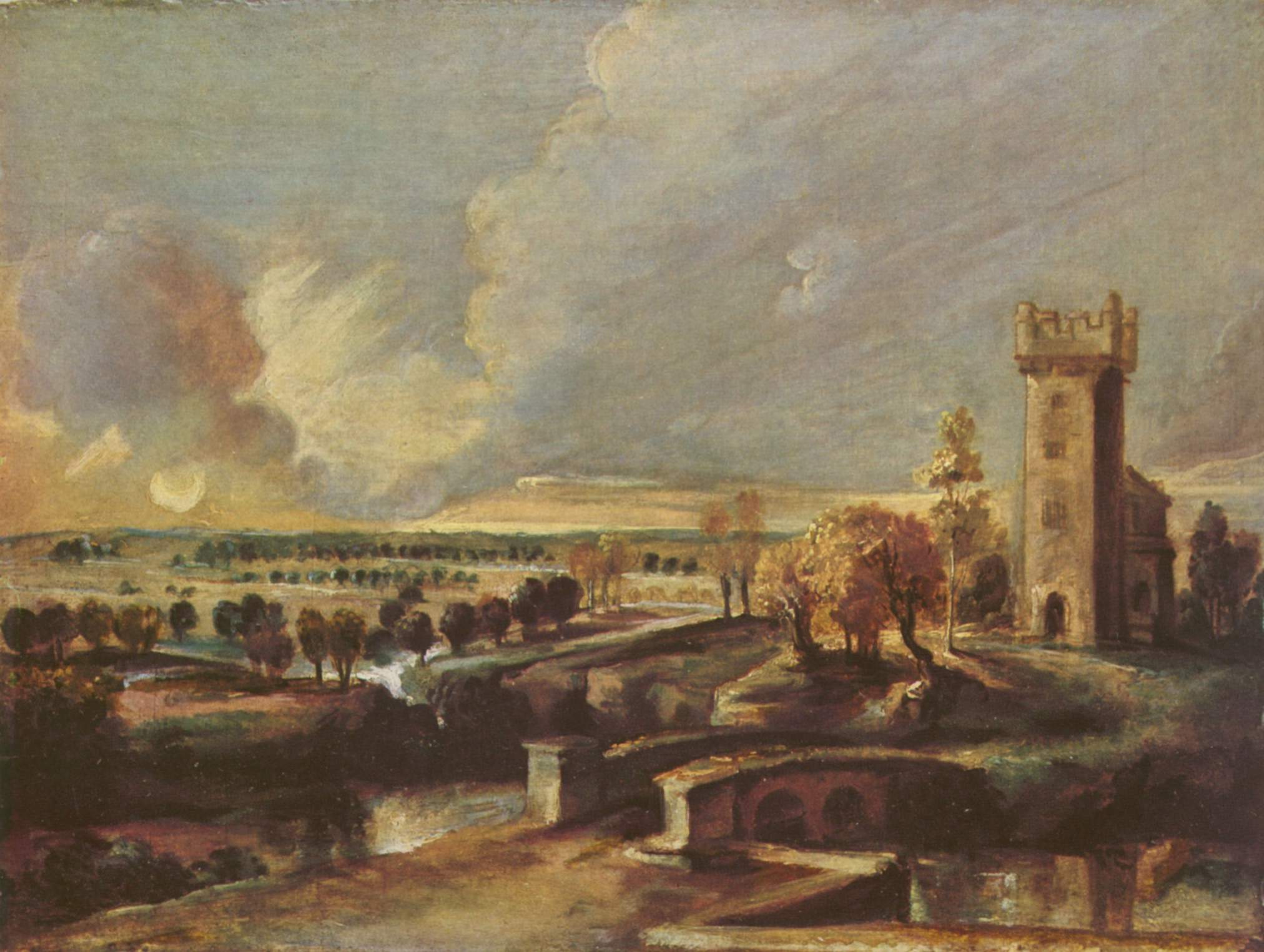
Rubens, Paisaje del castillo de Steen
Giambattista Tiepolo, Mujer joven con papagayo
Dante Gabriel Rossetti, boceto
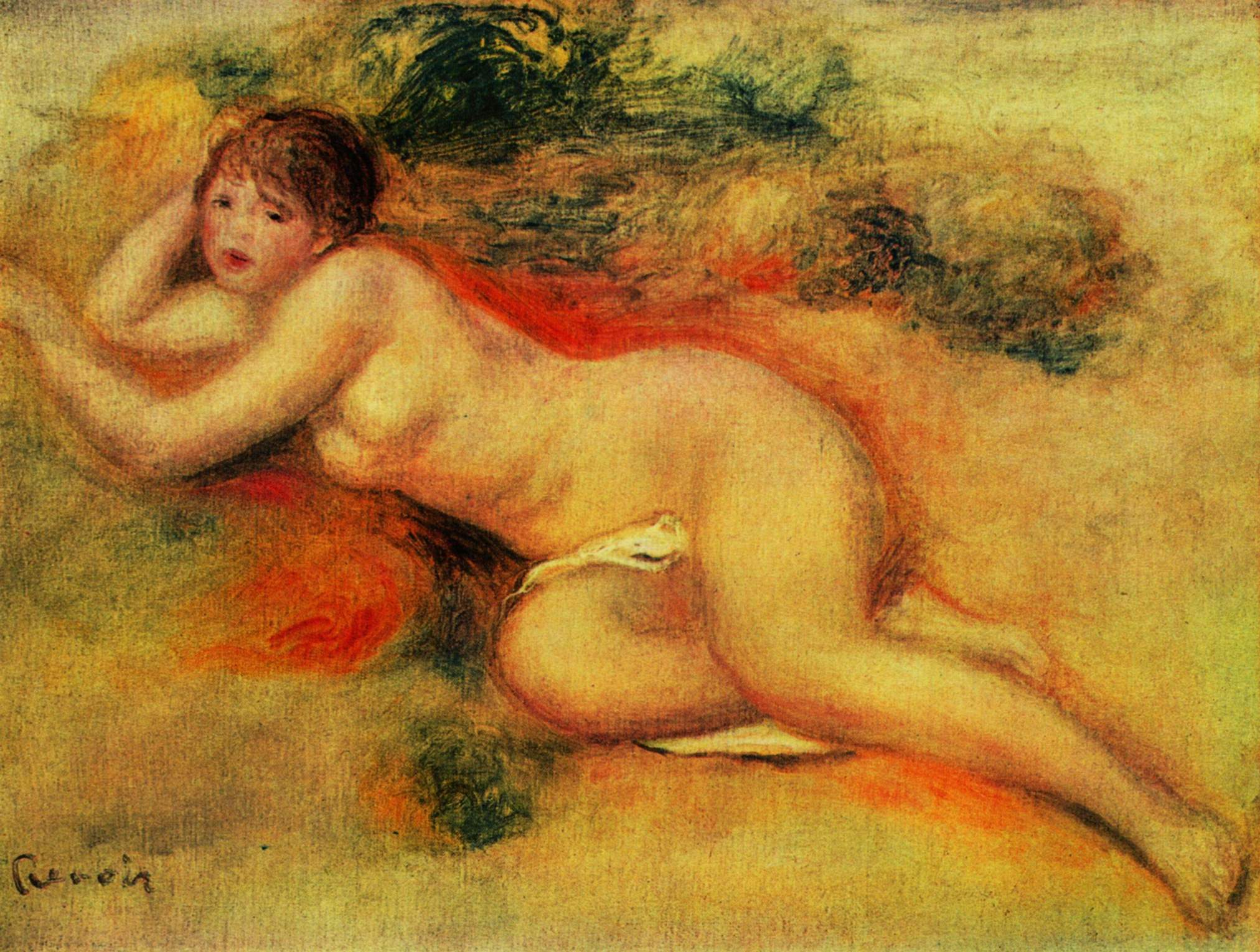
Renoir, Desnudo tendido